# Escola de Música (Parets del Vallès)
L'Escola de Música és una obra eclèctica de Parets del Vallès (Vallès Oriental) inclosa a l'Inventari del Patrimoni Arquitectònic de Catalunya.

## Descripció
Edifici aïllat de planta rectangular distribuït en planta baixa, pis i golfes. La coberta és de teula àrab, a quatre vessants, amb un acroteri massís. A les façanes destaquen les impostes a nivell de forjat, la de les golfes és una potent cornisa on es recolza l'acroteri. La façana principal de migdia està composta segons tres eixos de proporció vertical, amb els buits emmarcats i tancats amb persiana de fusta de llibret. En els de la planta pis destaca un guardapols. El portal d'accés queda emfasitzat pel balcó de la planta pis. Les façanes de color blanc estan estucades amb franges horitzontals.

## Història
Casa construïda el 1880, com a habitatge pel propietari de la fàbrica La Linera, Antoni Feliu Peix. Més tard, l'ocuparen els successius directors de la fàbrica, ja que els següents propietaris ja no viuran més a Parets. Durant la Guerra Civil, la fàbrica esdevingué una Cooperativa Obrera i el 1937, aquesta casa serà utilitzada com a guarderia per als fills de les treballadores.